# Département d'art dramatique de l'Université de Moncton
Le Département d'art dramatique de l'Université de Moncton (DADUM), fondé en 1974, est une institution académique destinée à la formation de comédiens et comédiennes professionnels en Acadie. Il offre un baccalauréat spécialisé en art dramatique, axé sur la formation pratique et théorique des étudiants dans le domaine théâtral.

## Historique
Officiellement fondé en 1974, les racines du DADUM remontent à 1966, lorsque des cours d'arts dramatiques ont été introduits à l'université. Le père Maurice Chamard, soucieux de préserver la tradition théâtrale du Collège Saint-Joseph de Memramcook, a joué un rôle déterminant dans la création de ce département. Il a été épaulé par des collaborateurs tels qu'Eugène Gallant, Claire Ifrane, Jean-Claude Marcus, Manuel Pereira et Luiz Saraïva.
Le DADUM a été le terreau de nombreux artistes influents en Acadie. Parmi ses premières diplômées figure Marcia Babineau, qui a obtenu son diplôme en 1978. Elle a ensuite cofondé le Théâtre l'Escaouette en 1978, où elle occupe les postes de directrice artistique et de codirectrice générale, contribuant ainsi au dynamisme du théâtre acadien.
Le département a également été un acteur clé dans la professionnalisation du théâtre en Acadie. Il a formé des artistes qui ont enrichi des institutions telles que le Théâtre populaire d'Acadie (TPA), fondé en 1974 à Caraquet. Le DADUM a ainsi joué un rôle central dans l'émergence et la consolidation d'une identité théâtrale acadienne.
Au fil des décennies, le DADUM a su s'adapter aux évolutions du milieu théâtral, tout en restant fidèle à sa mission de formation et de promotion des arts dramatiques en Acadie.

## Programme académique
Le baccalauréat spécialisé en art dramatique vise à doter les étudiants d'une connaissance approfondie du théâtre, en combinant des cours pratiques axés sur le jeu scénique et des cours théoriques portant sur l'histoire et la critique théâtrales. Les étudiants participent activement à des productions théâtrales présentées au Studio-théâtre La Grange à la fin des semestres d'automne et d'hiver, leur offrant une expérience concrète de la scène.

## Situation actuelle et perspectives
Au fil des décennies, le DADUM a célébré des jalons importants, notamment son 50ᵉ anniversaire en 2025, marqué par des conférences et des productions spéciales. Le département a été reconnu pour sa contribution à la promotion du théâtre et son rôle fondateur dans la modernité culturelle en Acadie.
En 2021, le département a fait face à des défis liés à des compressions budgétaires et à une baisse des inscriptions. Cependant, la communauté théâtrale a souligné l'importance cruciale du DADUM pour la vitalité culturelle de la région, le qualifiant de "nécessité" pour l'avenir du théâtre en Acadie.
Malgré ces défis, le département poursuit ses activités et s'adapte aux nouvelles réalités du milieu théâtral. Il continue d'offrir une formation axée sur la pratique scénique, avec des productions présentées au Studio-théâtre La Grange et des collaborations avec des compagnies comme le Théâtre l’Escaouette, Satellite Théâtre et le Théâtre populaire d’Acadie.
Le DADUM met également en place des initiatives pour moderniser son approche pédagogique, en intégrant des projets interdisciplinaires et en explorant de nouvelles avenues telles que le jeu devant la caméra, la création collective et le théâtre numérique.
Le département demeure ainsi un acteur clé de la formation théâtrale en Acadie, poursuivant sa mission de soutenir les nouvelles générations d'artistes et de contribuer à l’évolution du théâtre francophone au Canada.

## Direction du département
Depuis sa fondation, le Département d'art dramatique de l'Université de Moncton (DADUM) a été dirigé par plusieurs figures marquantes du théâtre acadien, contribuant à son développement et à son rayonnement dans le milieu artistique.

### Directeur.ices notables
- Maurice Chamard (1974-1980) – Cofondateur du département, il a joué un rôle clé dans l'établissement du programme et dans la professionnalisation du théâtre acadien[2].
- Jean-Claude Marcus (années 1980) – Spécialiste du théâtre et de la mise en scène, il a renforcé l’approche théorique du programme[16].
- Marcia Babineau (années 2000-2010) – Ancienne diplômée du département et cofondatrice du Théâtre l’Escaouette, elle a contribué à rapprocher le DADUM du milieu professionnel et à soutenir la nouvelle dramaturgie acadienne[17].
- Katia Talbot (2021 - présent) – Actuelle directrice, elle a pris la tête du département dans un contexte de transition, mettant l'accent sur l’innovation pédagogique et le renforcement des liens avec le milieu théâtral. Sous sa direction, le département a amorcé un "nouveau départ" après une période d'incertitude liée à la baisse des inscriptions et aux compressions budgétaires[8].